# Zerynthia caucasica
Allancastria caucasica là một loài bướm ngày in the Papilionidae family. Nó được tìm thấy ở Armenia, Azerbaijan, Gruzia và Thổ Nhĩ Kỳ. Its natural habitat is temperate forests. It is threatened by habitat loss.The valid name for this butterfly is Allancastria caucasica.

## Hình ảnh

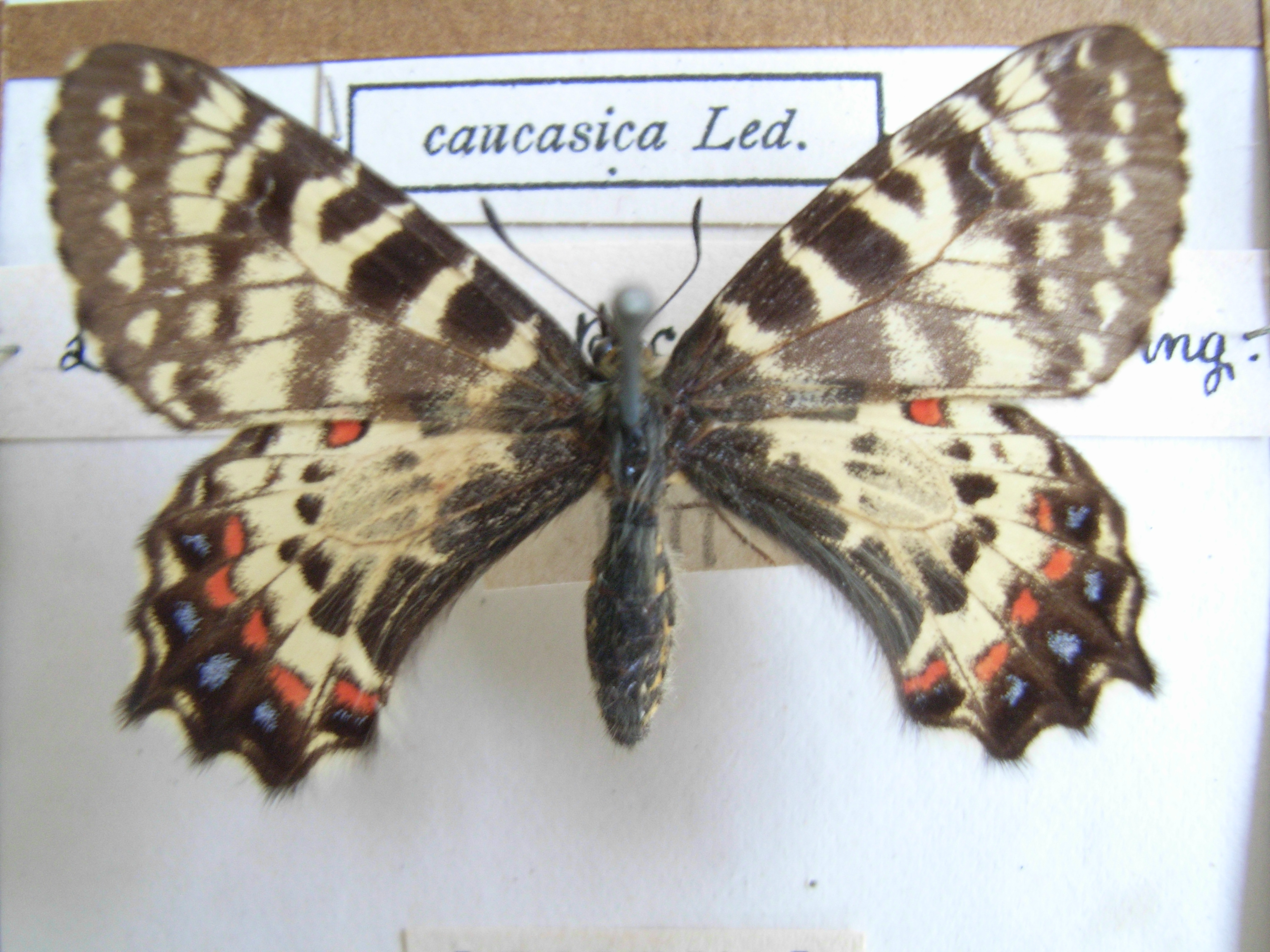
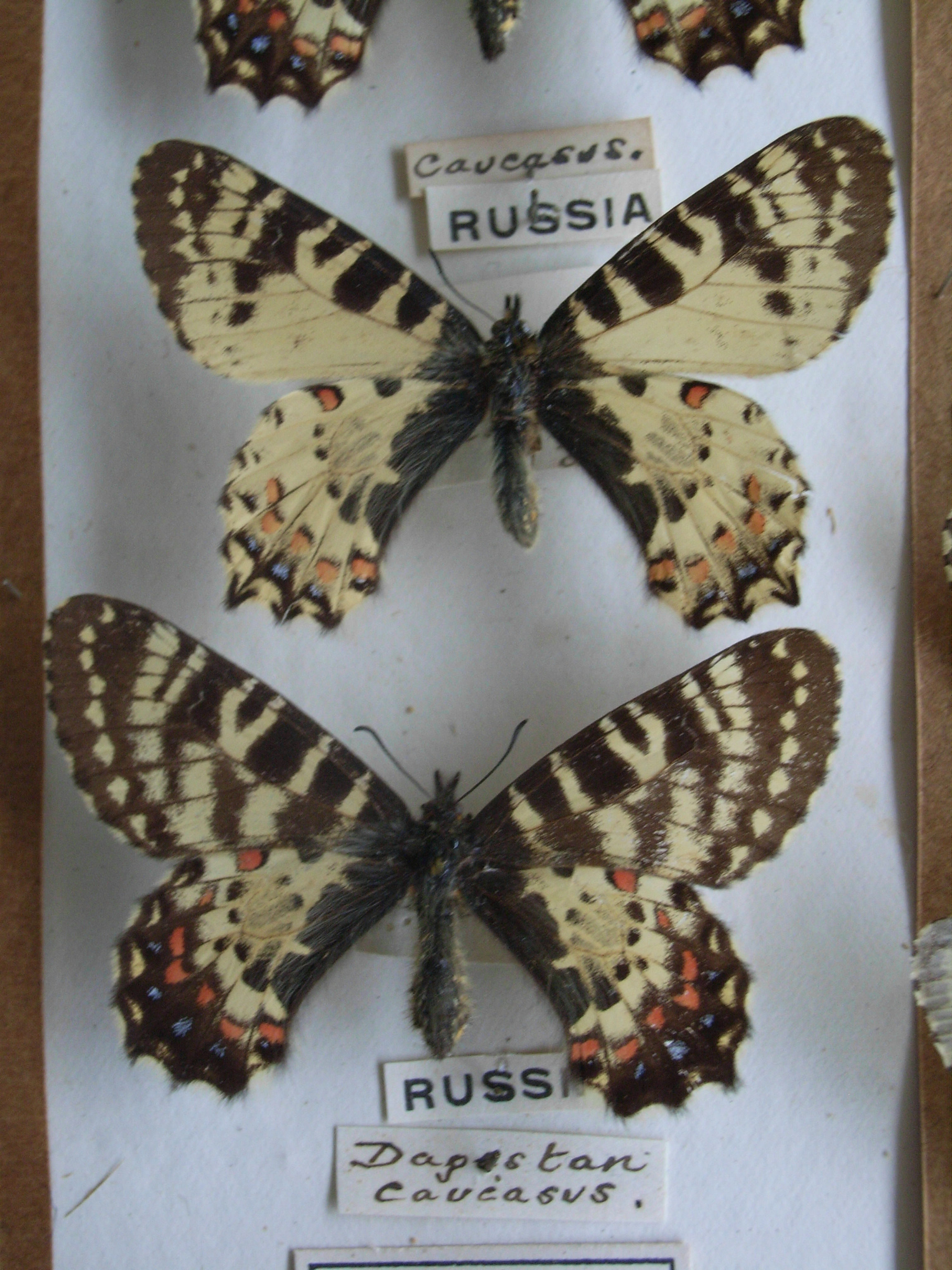
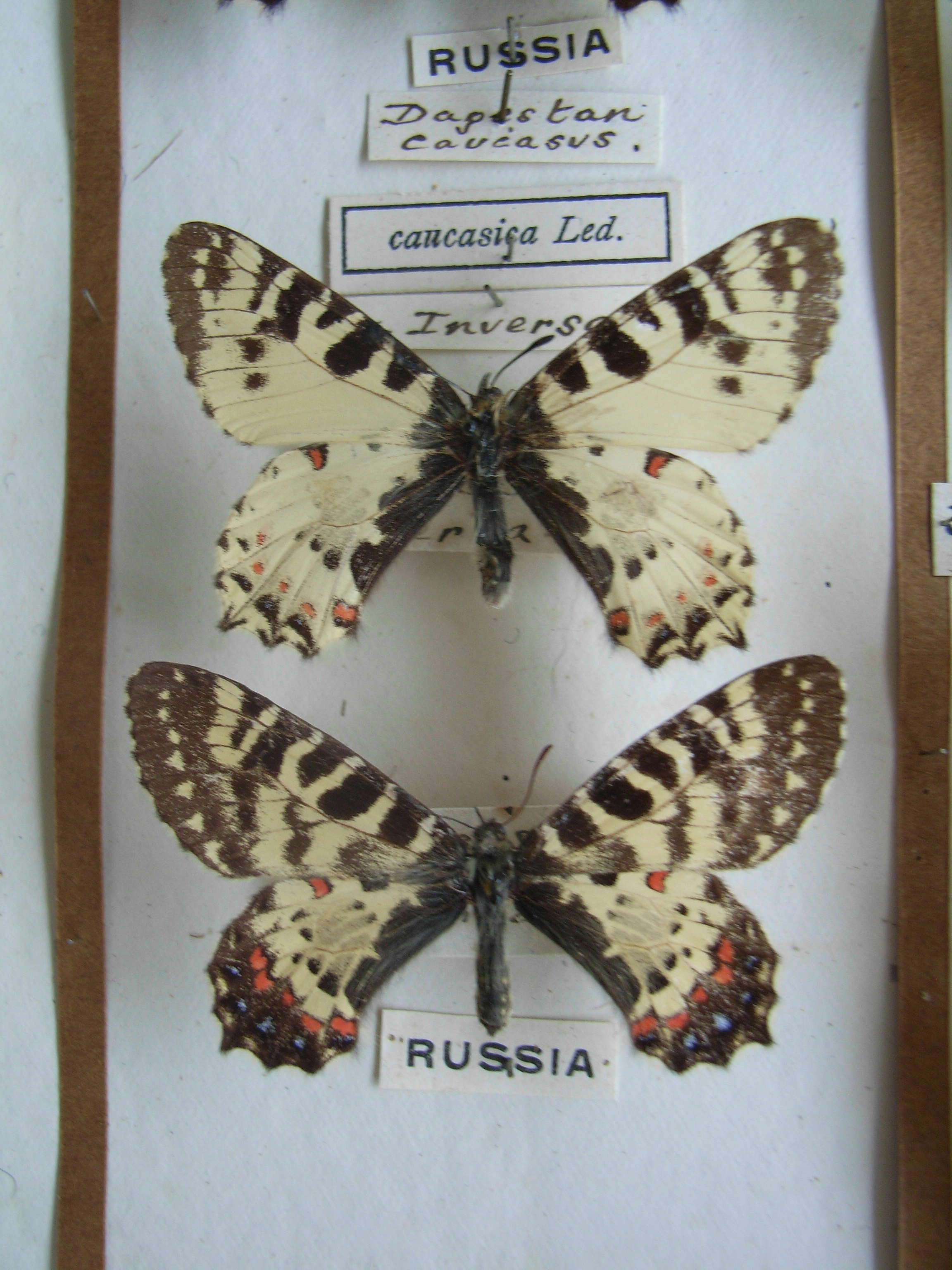